# Алехо Веліс
Алехо Веліс (ісп. Alejo Véliz, нар. 19 вересня 2003, Годекен, Санта-Фе, Аргентина) — аргентинський футболіст, нападник клубу «Росаріо Сентраль» та молодіжної збірної Аргентини.

## Ігрова кар'єра

### Клубна
Алехо Веліс є вихованцем футбольної школи клубу «Росаріо Сентраль», де він пройшов шлях від молодіжних команд до професійного рівня. Свою першу гру на вищому рівні футболіст провів у липні 2021 року у матчі Південноамериканського кубка проти венесуельського «Депортіво Тачира». Через кілька днів Веліс дебютував і в чемпіонаті Аргентини.

### Збірна
У 2023 році Алехо Веліс у складі молодіжної збірної Аргентини взяв участь у молодіжному чемпіонаті Південної Америки, що проходив на полях Колумбії.
Пізніше, в тому ж році футболіст виступав на домашньому молодіжному чемпіонаті світу, де зіграв чотири гри і відзначився трьома забитими голами.